# Fédération démocratique du travail de Chypre
La Fédération démocratique du travail de Chypre, en grec : ΔΗΜΟΚΡΑΤΙΚΗ ΕΡΓΑΤΙΚΗ ΟΜΟΣΠΟΝΔΙΑ ΚΥΠΡΟΥ (ΔEOK DEOK) est un syndicat chypriote fondé en 1962 et affilié à la Confédération syndicale internationale.